# Aulonemia aristulata
Aulonemia aristulata là một loài thực vật có hoa trong họ Hòa thảo. Loài này được (Döll) McClure mô tả khoa học đầu tiên năm 1973.